# کامبرلند، بریتیش کلمبیا
کامبرلند، بریتیش کلمبیا (به انگلیسی: Cumberland, British Columbia) یک منطقهٔ مسکونی در کانادا است که در دره کوموکس، جزیره ونکوور واقع شده‌است. کامبرلند ۲۹٫۱۱ کیلومتر مربع مساحت و ۳٬۷۵۳ نفر جمعیت دارد و ۱۶۰ متر بالاتر از سطح دریا واقع شده‌است.